# Bassaxofon
Bassaxofon je jedním z největších nástrojů v saxofonové rodině. Jedná se o první veřejně představený saxofon, Adolphe Sax ho představil v Bruselu v roce 1841. Bassaxofon není moc používaný.